# Nippon Kaigi
Die Nippon Kaigi (jap. 日本会議, „Japankonferenz“) ist Japans größte ultrakonservative und ultranationalistische Nichtregierungsorganisation und Lobbyvereinigung. Sie hat etwa 38.000 bis 40.000 Mitglieder und wurde 1997 gegründet.

## Geschichte
In Bezug auf die japanische Verfassung nimmt sie eine revisionistische Haltung ein und befürwortet offizielle Besuche am Yasukuni-Schrein.
Einem Bericht des Congressional Research Service zufolge sieht die Nippon Kaigi Japans Rolle im Zweiten Weltkrieg als die eines Befreiers Ostasiens von den Kolonialmächten und Berichte wie beispielsweise über das Massaker von Nanking und die Rolle japanischer Truppen dabei als übertrieben oder erfunden an. Die Nippon Kaigi steht dem Feminismus, der Gleichberechtigung der Geschlechter und den Rechten von Schwulen und Lesben kritisch gegenüber.
Die Gruppe beschreibt ihre Ziele als „Veränderung des nationalen Nachkriegsbewusstseins auf der Grundlage der Betrachtung der Geschichtsauffassung des Tokioter Tribunals als grundlegendes Problem“ und „Überarbeitung der aktuellen Verfassung“ und sieht ihre Aufgabe in der Revision der japanischen Verfassung, insbesondere von Artikel 9, der die Aufstellung eines stehenden Heeres verbietet, die patriotischen Erziehung orientiert an der Verehrung des japanischen Kaisers, der Unterstützung offizieller Besuche des Yasukuni-Schreins sowie eine nationalistische Interpretation des Staats-Shinto zu fördern.
Die Nippon Kaigi entstand am 30. Mai 1997 durch den Zusammenschluss der Organisationen Nippon o mamoru kai (日本を守る会, „Konferenz, die Japan beschützt“) und Nippon o mamoru kokumin kaigi (日本を守る国民会議, „Volkskonferenz, die Japan beschützt“). Einen Tag zuvor war bereits auf Initiative der späteren Premierminister Keizō Obuchi und Yoshirō Mori die „Abgeordnetenkonferenz der Nippon Kaigi“ (日本会議国会議員懇談会, Nippon kaigi kokkai giin kondankai) mit 187 weiteren Abgeordneten in der Nationalversammlung gegründet worden. Im September 2001 folgte die Gründung der „Frauenkonferenz Japans“ (日本女性の会, Nippon josei no kai), im April 2004 die „Wirtschaftsvereinigung der Nippon Kaigi“ (日本会議経済人同志会, Nippon kaigi keizaijin dōshikai) für Vertreter der Wirtschaft und im Oktober 2007 der „Regionalabgeordnetenbund der Nippon Kaigi“ (日本会議地方議員連盟 Nippon kaigi chihō giin renmei) für Präfektur- und Kommunalpolitiker.

## Inhaltliches Profil

### Grundsätze
Das Motto der Nippon Kaigi lautet hokori aru kuni zukuri o (誇りある国づくりを, etwa „[Für den] Aufbau eines Landes mit Stolz“). Ihr Grundsatzprogramm besteht aus drei Punkten:
- „Wir erben die aus der ewigen Geschichte ausgehende Tradition und Kultur und streben die Bildung eines gesunden Nationalgeistes an.“
- „Wir bewahren den Ruhm und die Unabhängigkeit des Landes und streben die Bildung einer wohlhabenden und geordneten Gesellschaft an, in der jeder Bürger seinen Platz findet.“
- „Wir tragen zur Bildung einer Welt des Zusammenlebens und zum Wohlergehen aller bei, in der die Harmonie zwischen Mensch und Natur gewährleistet ist und die Kulturen des jeweils anderen respektiert werden.“[16]

### Kaiserhaus
Im Zuge der Nachfolgekrise des Kaiserhauses lehnt die Nippon Kaigi die Einführung von Zweigen mit weiblichen Oberhäuptern (女性宮家, josei miyake) und damit von Tennōs, deren Väter nicht aus dem Kaiserhaus stammen (女系天皇, jokei tennō), ab. Dabei verweist sie auf die seit über zweitausend Jahren andauernde männliche Linie der Kaiserfamilie. Darüber hinaus stellt sie sich auch gegen weibliche Tennōs (女性天皇, josei tennō).

### Verfassung
Da die japanische Verfassung 1947 vom US-amerikanischen Supreme Commander for the Allied Powers erarbeitet worden war, empfindet die Nippon Kaigi diese als „aufgenötigte Verfassung“ (押し付け憲法, oshitsuke kenpō). Sie tritt für eine neue Verfassung ein, die auf der „Geschichte und Tradition basiert und der Zukunft gerecht wird“. Unter anderem fordert sie die explizite Anerkennung des Tennō als Staatsoberhaupt und eine Änderung von Artikel 9 zur Umstrukturierung der Selbstverteidigungsstreitkräfte in ein offizielles Militär.

### Bildung
Im japanischen Schulbuchstreit vertritt die Nippon Kaigi revisionistische Positionen und fordert einen Geschichtsunterricht ohne „anti-staatliche“ Darstellungen. Einem Bericht des Congressional Research Service zufolge sieht sie Japans Rolle im Zweiten Weltkrieg als die eines Befreiers Ostasiens von den Kolonialmächten und Berichte wie beispielsweise über das Massaker von Nanking und die Rolle japanischer Truppen dabei als übertrieben oder erfunden an. In diesem Zusammenhang befürwortet sie offizielle Besuche am Yasukuni-Schrein. Sie steht dem Feminismus, der Gleichberechtigung der Geschlechter und den Rechten von Schwulen und Lesben kritisch gegenüber und fordert daher die Abschaffung der „verheerenden Gender-Bildung“.

## Mitglieder
Von 722 Mitgliedern des japanischen Parlaments waren im Herbst 2014 289 Mitglieder der Abgeordnetenkonferenz der Nippon Kaigi. Deren Vorsitzender (kaichō) war im Februar 2015 Takeo Hiranuma. Die Premierminister Shinzō Abe und Tarō Asō sind Sonderberater. Mitglieder der Nippon Kaigi, die zugleich Abgeordnete sind, gehören der Liberaldemokratischen Partei, der Nippon Ishin no Kai sowie der Demokratischen Volkspartei an.
Im bis September 2019 regierenden zum ersten Mal umgebildeten vierten Kabinett Abe waren (Stand: Juli 2019) folgende Minister Mitglieder der Nippon Kaigi:
- Yoshihide Suga, Premierminister[25]
- Shinzō Abe, ehemaliger Premierminister[25]
- Tarō Asō, Finanzminister[25]
- Masahiko Shibayama, Bildungsminister[24]
- Takamori Yoshikawa, Landwirtschaftsminister[24]
- Takeshi Iwaya, Verteidigungsminister[24]
- Hiromichi Watanabe, Wiederaufbauminister[24]
- Junzō Yamamoto, Vorsitzender der nationalen Kommission für öffentliche Sicherheit[24]
- Mitsuhiro Miyakoshi, besondere Aufgaben (Okinawa & Nordgebiete; Verbraucher & Lebensmittelsicherheit; Geburtenrückgang; Maritime Angelegenheiten)[24]
- Satsuki Katayama, besondere Aufgaben (Regionalbelebung; Deregulierung; Geschlechtergleichstellung)[24]
- Toshimitsu Motegi, besondere Aufgaben (Wirtschafts- & Fiskalpolitik)[24]
- Takuya Hirai, besondere Aufgaben (Cool-Japan-Strategie; Förderung des geistigen Eigentums; Wissenschaft & Technologie; Raumfahrt)[24]
- Shun’ichi Suzuki, Olympische & Paralympische Spiele Tokio[24]